# مطلوبیت
مطلوبیت (به انگلیسی: Utility) به معنای فایده و سودمندی است. اگرچه این ترجمه از نظر معنا نادرست است ولی چون دو واژهٔ فایده و سودمندی در متون اقتصادی در معنای دیگری کاربرد دارند، بنابراین استفاده از واژه مطلوبیت به جای Utility مطلوب است.

## تعریف اصطلاحی مطلوبیت در اقتصاد
به تعریف اقتصاددانان مطلوبیت کیفیتی است که کالایی را برای افراد خواستنی می‌کند. به بیان دیگر، مطلوبیت عبارت است از رضایت مصرف‌کننده که از مصرف کالا و خدمات (در واقع هرآنچه نیازها و خواسته‌های انسان را ارضا می‌کند) حاصل می‌شود.
در واقع کلمهٔ کلیدی مطلوبیت رضایت است نه سودمندی.
این مفهوم زیربنای اصل انتخاب عقلانی در اقتصاد و نظریه بازی‌ها است. اقتصاددانان از آن جایی که میزان رضایت و خوشحالی حاصل از مصرف کالا و خدمات غیرقابل اندازه‌گیری است، روش‌هایی را برای اندازه‌گیری و نشان دادن مطلوبیت ابداع کرده‌اند. اقتصاددانان سعی کرده‌اند روش‌های انتزاعی مقایسه مطلوبیت را از طریق مشاهده و محاسبه انتخاب‌های اقتصادی تکمیل کنند. به بیان ساده، اقتصاددانان مطلوبیت را تمایل مردم به پرداخت مبالغ مختلف برای کالاهای مختلف می‌دانند.
مفهوم مطلوبیت بسیار وسیع است و مترادف لذت شخصی می‌باشد. برای نمونه مصرف مواد مخدر برای افراد مضر می‌باشد ولی برای یک معتادی که به آن حس نیاز می‌کند لذت‌بخش می‌باشد، در نتیجه فرد معتاد به لحاظ بالا بردن لذت یا فرار از درد در کوتاه مدت از آن استفاده می‌کند و این کالا برای او اصطلاحاً دارای مطلوبیت یا خوشایندی می‌باشد.
در هنگام گزینش کالاها و خدمات مسلماً کالایی را برخواهیم گزید که برای ما مطلوبیت بیش‌تری داشته باشد. تمایل مردم معمولاً بر این است که از بابت مقدار پولی که برای یک کالا یا خدمت می‌پردازند مطلوبیتی به دست آورند که بیش‌تر از مطلوبیت خود آن پول باشد یا این که از زحمت (عدم مطلوبیت) ناشی از کار برای کسب آن میزان پول بیش‌تر باشد.

## کاربردها
معمولاً مطلوبیت توسط اقتصاددانان در ساختارهایی مانند منحنی بی‌تفاوتی بکارگرفته می‌شود. منحنی بی‌تفاوتی، نشاندهنده ترکیبی از کالاها و خدماتی است که مصرف آن‌ها موجب دریافت میزان مشخصی از رضایت برای فرد یا جامعه می‌شود. اقتصاددانان از مطلوبیت و منحنی‌های بی‌تفاوتی به عنوان زیربنایی برای فهم نمودار تقاضا، که نیمی از تحلیل‌های عرضه و تقاضای بکار رفته برای تحلیل کارکرد بازار کالا را فراهم می‌کند، استفاده می‌کنند.
مطلوبیت فردی و اجتماعی می‌تواند به ترتیب به عنوان ارزش تابع مطلوبیت و تابع رفاه اجتماعی تفسیر شود. همان‌طور که در منحنی‌های قرارداد توسط جعبهٔ اجورث مصور می‌شود، زمانی که این دو با قیود تولید و کالا تلفیق شوند، تحت برخی شرایط، این توابع می‌توانند برای تحلیل کارایی پارتویی استفاده شوند. این کارایی مفهوم اصلی اقتصاد رفاه است.
در مالیه، مطلوبیت برای ایجاد قیمت منحصری برای دارایی به نام قیمت بی‌تفاوتی بکار کرفته می‌شود. توابع مطلوبیت همچنین به اندازه‌گیری ریسک مربوط هستند.

## ترجیحات آشکار شده
اقتصاددانان پی برده‌اند که مطلوبیت به صورت مستقیم غیرقابل مشاهده و محاسبه است و در عوض، راهی برای استنباط مطلوبیت نسبی اصلی از انتخابات مشاهده شده ابداع کرده‌اند. این موارد توسط سامیلسون «ترجیحات آشکار شده» نامگذاری شده و به‌طور مثال در تمایل به پرداخت مردم آشکار شدند:
مطلوبیت وابسته به امیال و خواسته‌ها در نظر گرفته می‌شود. امیال نمی‌توانند به صورت مستقیم محاسبه شوند، بلکه تنها به صورت غیرمستقیم توسط پدیده‌های ظاهری ای که موجبشان می‌شوند، محاسبه می‌شوند و در موارد دخالت عمده اقتصاد، توسط قیمتی که فرد تمایل به پرداخت آن برای ارضای خواسته اش دارد، اندازه‌گیری می‌شود.

## سیر تعاریف مطلوبیت از زمان جرمی بنتام تا به امروز
واژهٔ مطلوبیت را اولین بار پروفسور جرمی بنتام انگلیسی مطرح کرد. اصل کلی فلسفه بنتام بر منفعت‌گرایی و مطلوبیت استوار است. معاصرین بنتام از واژهٔ مطلوبیت در مباحث حقوقی، سیاسی، اجتماعی و اقتصادی استفاده می‌کردند اما به تعریف مشخصی از این واژه دست نیافته بودند. در این زمان بنتام برای اولین بار به تعریف دقیق این اصطلاح پرداخت. او در کتاب «مقدمه‌ای بر اصول اخلاقیات و قانون‌گذاری» دربارهٔ رفتار انسانی چنین نوشت: «طبیعت، انسان را تحت سلطه دو خداوندگار مقتدر قرار داده‌است: لذت و رنج». وی سپس اصل مطلوبیت را به عنوان اصلی اخلاقی معرفی نموده و عنوان می‌کند که حداکثر شدن خالص لذت (یا لذت کل منهای مجموع درد و رنج)، تعیین می‌کند که عمل درست و صواب کدام است. این مبانی به این معناست که مطلوبیت قابل اندازه‌گیری است. بنتام معتقد بود هر کس با در نظر گرفتن هفت بعد اصلی لذت، که به آن‌ها اشاره کرده بود، مطلوبیت خود را اندازه‌گیری کند و در ادامه به چهارده لذت ساده، دوازده رنج ساده، و عوامل مؤثر بر آن‌ها اشاره می‌کند.
با این حال نه او و نه اقتصاددانان هم‌عصر او به درک رابطهٔ بین ارزش کالا و مطلوبیتی که از مصرف کالا به دست می‌آید نرسیدند. آدام اسمیت، رابطهٔ بین ارزش استفاده‌ای و ارزش مبادله‌ای کالا را درک کرد تناقض مشهور آب و الماس را مطرح کرد. دیوید ریکاردو و کارل مارکس ارزش کالا را به میزان کاری که برای تولید آن به کار می‌رود مرتبط کردند. امیل‌کودر، از نمایندگان تجدیدنظر طلبی در تاریخ اندیشه اقتصادی، مدعی است که آدام اسمیت و ریکاردو که تحت‌تاثیر پروتستانیسم بودند، با تأکید بر نظریه صرفاً انگلیسی- پروتستانی ارزش- کار، موجب به تأخیر افتادن پذیرش نظریه ارزش مبتنی بر مطلوبیت شدند.
استانلی جونز کسی بود که به رابطهٔ بین قیمت و مطلوبیت اشاره کرد. جونز به نقش کلیدی مطلوبیت در اقتصاد اشاره می‌کند و اعتقاد دارد که ارزش، تماماً بستگی به مطلوبیت دارد و علم اقتصاد باید بر مبنای مطلوبیّت ریخته شود. او همچنین مطلوبیت را امری نسبی و تابع شرایط گوناگون و در ارتباط با کالاها و خدمان مختلف می‌دانست.
دربرداشت کلاسیکی و نئوکلاسیکی در مورد مطلوبیت تفاوتی وجود دارد. کلاسیک‌ها مطلوبیت را به عنوان خصیصهٔ عمومی یک کالا محسوب می‌کنند و نقش مطلوبیت و تقاضا در قیمت یک کالا را نادیده گرفته بودند. در حالی که اقتصاد دانان نئوکلاسیکی بر این باورند که مطلوبیت نه یک اندیشهٔ مطلق، بلکه رابطهٔ نسبی بین شیء و انسان است.
آلفرد مارشال به تبیین این مسئله پرداخت. او با وارد کردن تحلیل‌های هندسی در اقتصاد توانست سیستم بینابینی را ارائه کند که تلفیقی است از تئوری " کار ارزش" ریکاردو و تئوری " مطلوبیت ارزش " نئوکلاسیک‌ها.
اما امروزه مطلوبیت در معنای مدرن آن حاوی هیچ اطلاع خاصی از "سطح لذت " ناشی از مصرف یک چیز نیست بلکه حتی نمی‌توان رابطهٔ علت و معلولی بین مطلوبیت و انتخاب افراد را در نظر گرفت. در واقع مطلوبیت چیزی نیست مگر یک مفهوم جعلی که کار ما را در مدل‌سازی رفتار انسانی راحت‌تر می‌کند.

## توابع مطلوبیت
بر سر این مسئله امکان محاسبه مطلوبیت کالا کمی جدال وجود داشته‌است. در یک زمان، فرض می‌شد که مصرف‌کننده می‌تواند مطلوبیت حاصل از مصرف کالا را به صورت دقیق بیان کند. اقتصاددانانی که این فرض را داشتند، از دسته اقتصاددانان کاردینال بودند. امروزه توابع مطلوبیت، که میزان مطلوبیت را به ازای مصرف مقادیر مختلف کالا بیان می‌کنند، به دو دسته اردینال و کاردینال تقسیم‌بندی می‌شوند. این تقسیم‌بندی بر این اساس است که آیا آن‌ها اطلاعاتی بیش از صرفاً تقسیم‌بندی کالاها بر اساس الویت و ترجیحات بیان می‌کنند یا خیر.

### مطلوبیت کاردینالی
اقتصاد دانان مانند ویلیام استانلی جونز و آلفرد مارشال در جواب این سؤال که آیا می‌توان مطلوبیت را اندازه‌گیری کرد این‌طور استدلال می‌کردند که مطلوبیت قابل اندازه‌گیری است و می‌توان مطلوبیت را به وسیلهٔ واحدی به نام (یوتیل) اندازه‌گیری عددی کرد. این افراد معتقدند که مطلوبیت نه تنها قابل اندازه‌گیری است بلکه جمع پذیر نیز هست، به این معنی که می‌توان مطلوبیت به دست آمده از مصرف دو کالا را با یکدیگر جمع کرد. اقتصاد دانان مانند اجورث و فیشر با نظریه عددی بودن مطلوبیت مخالف بودند؛ و این عقیده را داشتند که مطلوبیت کسب شده ناشی از مصرف یک کالا در یک مکان در مقابل مصرف یک کالای دیگر در مکان دیگر اندازه‌گیری می‌شود. از نظر این افراد اگرچه مطلوبیت قابل اندازه‌گیری است، اما جمع پذیر نیست و باید به مقدار مصرف هم‌زمان کالاها برای اندازه‌گیری توجه کرد.
نظریه ارزش کار که ریشه در عقاید فلسفی هلنی (یونان باستان) داشت به این مفهوم ارتباط پیدا می‌کند.
زمانی که اهمیت تفاوت مطلوبیت به عنوان کمیتی با اهمیت زیاد از نظر اخلاقی یا رفتاری در نظر گرفته شود، از مطلوبیت کاردینالی استفاده می‌شود. برای مثال، فرض کنید که مطلوبیت یک لیوان آب پرتغال ۱۲۰ واحد (یوتیل)، مطلوبیت یک فنجان چای ۸۰ یوتیل و مطلوبیت یک لیوان آب ۴۰ یوتیل است. با استفاده از مطلوبیت کاردینالی نتیجه‌گیری می‌شود که یک لیوان آب پرتغال، همان قدر که یک فنجان چای از یک لیوان آب بهتر است، از یک فنجان چای بهتر است. اما نمی‌توانیم این نتیجه‌گیری را کنیم که خوبی یک فنجان چای دو سوم یک لیوان آب پرتغال است زیرا این نتیجه‌گیری نه تنها وابسته به اهمیت تفاوت مطلوبیت است، بلکه وابسته به «صفر» مطلوبیت نیز هست. برای مثال، اگر «صفر» مطلوبیت در نقطهٔ ۴۰- باشد، آنگاه یک لیوان آب پرتغال ۱۶۰ یوتیل بیش از صفر و یک فنجان چای ۱۲۰ یوتیل بیش از صفر است.
اقتصاد نئوکلاسیک به جد از استفاده از توابع مطلوبیت کاردینالی به عنوان اساس رفتار اقتصادی خودداری کرده‌است. استثنا قابل توجه این موضوع، تحلیل انتخاب تحت شرایط ریسک است.
گاهی از مطلوبیت کاردینالی برای جمع‌آوری مطلوبیت افراد و ایجاد تابع رفاه اجتماعی استفاده می‌شود. .

### مطلوبیت اردینالی
بعدها اقتصاد دانان دیگر نظریه متفاوتی ارائه دادند که اول اینکه مطلوبیت افراد را نمی‌توان اندازه‌گیری کرد و دوم مطلوبیت غیرقابل اندازه‌گیری را می‌توان رتبه‌بندی کرد؛ مثلاً مصرف ناشی از کالای X بیشتر یا کمتر یا مساوی کالای Y است؛ ولی نمی‌توان گفت که از مصرف کالای x، یا کالای y، چند عدد (مثلاً ۳۰۰ یا ۴۰۰)یوتیل مطلوبیت به دست می‌آید.)پاره تو اولین کسی بود که با کنار گذاشتن مطلوبیت کاردینالی، تئوری رفتار مصرف‌کننده را بر اساس مطلوبیت اردینالی مطرح کرد.
به عنوان نمونه می‌توان گفت که مطلوبیت این سبد کالایی بیشتر یا کمتر یا مساوی سبد کالایی دیگر است. لازم است ذکر شود که یک سبد کالایی هم می‌تواند شامل کالاها باشد هم شامل خدمات. کالاها و خدمات هردو بخشی از کالاهای اقتصادی هستند.
زمانی که یوتیل‌ها (ارزش‌های تابع مطلوبیت) اهمیتی از نظر اخلاقی یا رفتاری ندارند و بی‌معنی هستند، از مطلوبیت کاردینالی استفاده می‌شود. شاخص مطلوبیت، یک ترتیب رفتاری میان اعضای مجموعهٔ انتخابی رمزگذاری می‌کند، اما اطلاعاتی راجع به «قدرت ترجیحات» در اختیار قرار نمی‌دهد. در مثال فوق، تنها چیزی که واضح است این است که آب میوه به چای و چای به آب ترجیح دارد.
توابع مطلوبیت اردینال تا تغییرات افزایشی یکنوا منحصر به فرد هستند. برای مثال، اگر تابع {\displaystyle u(x)} تابعی اردینال باشد، برابر {\displaystyle u(x)^{3}} است، زیرا توان سوم، تغییرات افزایشی یکنوا را دربردارد.
در عوض، مطلوبیت کاردینال تا تغییرات افزایشی خطی منحصر به فرد هستند در نتیجه اگر تابع {\displaystyle u(x)} تابعی کاردینال باشد، برابر {\displaystyle u(x)^{3}} نیست.

### ترجیحات
با اینکه طبق قرارداد، ترجیحات پایه اقتصاد خرد هستند، اغلب نمایش ترجیحات و تحلیل غیرمستقیم رفتار انسان با استفاده از تابع مطلوبیت ساده است. فرض کنید x مجموعه مصرف باشد؛ مجموعه‌ای از تمام سبدهای منحصر به فردی از کالا که مصرف‌کننده امکان مصرف آن‌ها را دارد.
تابع مطلوبیت مصرف‌کننده  {\displaystyle u\colon X\to \mathbb {R} }  هر بستهٔ مجموعه مصرف را رتبه‌بندی می‌کند. اگر مصرف‌کننده x را به y ترجیح دهد یا میان آن دو بی‌تفاوت باشد، آنگاه {\displaystyle u(x)\geq u(y)} است.
برای مثال، فرض کنید مجموعه مصرف یک مصرف‌کننده {X = {nothing, 1 apple,1 orange, 1 apple and 1 orange, 2 apples, 2 oranges و مطلوبیت آن u(nothing) = ۰، u(1 apple) = ۱ ،u(1 orange) = ۲ ،u(1 apple and 1 orange) = 4, u(2 apples) = ۲ و u(2 oranges) = ۳ است. پس این مصرف‌کننده یک پرتقال را به یک سیب ترجیح می‌دهد اما یک پرتقال و یک سیب را به دو عدد پرتقال ترجیح می‌دهد.
معمولاً در مدل‌های اقتصاد خرد، یک مجموعهٔ محدود از L کالا وجود دارد و مصرف‌کننده می‌تواند به میزان دلخواه از هر کالا مصرف کند. مجموعهٔ مصرف {\displaystyle \mathbb {R} _{+}^{L}} حاصل می‌شود و X از مجموعه {\displaystyle x\in \mathbb {R} _{+}^{L}}، یک بردار شامل مقادیر مختلف کالا است. در مثال قبل، ۲ کالا داریم: سیب و پرتقال. اگر سیب را کالا اول و پرتقال را کالای دوم در نظر بگیریم، مجموعهٔ مصرف برابر {\displaystyle X=\mathbb {R} _{+}^{2}} است و u(0, 0) = 0, u(۱, ۰) = ۱، u(0, 1) = ۲ ،u(1, 1) = ۴ ،u(2, 0) = ۲ ،u(0, 2) = ۳ است. برای اینکه u تابع مطلوبیت X باشد، باید هر ترکیب از X تعریف شود.
تابع مطلوبیت {\displaystyle u\colon X\to \mathbb {R} } نشاندهنده رابطه ترجیحات {\displaystyle \preceq } برای {\displaystyle x,y\in X} است اگر و تنها اگر {\displaystyle u(x)\leq u(y)} به این معناست که {\displaystyle x\preceq y}. اگر u نشاندهندهٔ {\displaystyle \preceq } باشد، {\displaystyle \preceq } به این معناست که ارجح و متعددی و در نتیجه عقلایی است.

### ترجیحات آشکارشده در مالیه
در کاربردهای مالی مانند بهینه‌سازی سبد سرمایه‌گذاری، یک سرمایه‌گذار سبد سرمایه‌گذاری ای را انتخاب می‌کند که تابع مطلوبیتش را حداکثر یا به همان نسبت معیار ریسک را حداقل کند. برای مثال، نظریه سبد سرمایه‌گذاری جدید واریانس را به عنوان معیار ریسک در نظر می‌گیرد. نظریه‌های متداول دیگر، نظریه چشم‌انداز و نظریه مطلوبیت انتظاری هستند. می‌توان برای تعیین تابع مطلوبیت خاص هر سرمایه‌گذار، روند پرسشنامه‌ای طراحی کرد: مثلاً شما برای x% احتمال دریافت y چه مقدار حاضر به پرداخت هستید؟ نظریه رجحان آشکار شده یک روش میان بر پیشنهاد می‌کند. سبد سرمایه‌گذاری X* ای که سرمایه‌گذار در حال حاضر در دست دارد را در نظر می‌گیرد و سپس تابع مطلوبیت یا معیار اندازه‌گیری را به گونه‌ای تعیین می‌کند که X*سبد سرمایه‌گذاری بهینه شود.

### مثال‌ها
برای ساده‌سازی محاسبات، فروض متعدد دیگری در رابطه با جزئیات ترجیحات انسان ساخته شده‌اند، که شامل توابع مطلوبیت زیر می‌شوند:
- CES (کشش جانشینی ثابت)
- مطلوبیت هم کشش
- مطلوبیت نمایی
- مطلوبیت شبه خطی
- تابع مطلوبیت استون-گیری
- فرم دوقطبی گورمن:
  - ترجیحات گرینوود-هرکویتز-هافمن
  - ترجیحات کینگ-پلوسر-ربلو
- ریسک گریزی مطلق شبه هذلولی

اکثر توابع مطلوبیت مورد استفاده در مدلسازی و نظریات منظم هستند. آن‌ها معمولاً یکنوا و شبه مقعر هستند. اما، امکان اینکه ترجیحات با استفاده از توابع مطلوبیت قابل نمایش نباشند وجود دارد. برای مثال، ترجیحات فرهنگ نگاشتی مداوم نیستند و امکان نشان دادن آن‌ها با یک تابع مطلوبیت مداوم وجود ندارد.

## مطلوبیت انتظاری
تئوری مطلوبیت انتظاری مربوط به تجزیه و تحلیل انتخابات میان پروژه‌های ریسکی با چندین پیامد است.
تناقض سن پترزبورگ اولین بار توسط نیکولاس برنولی در سال ۱۷۱۳عنوان شد و توسط دنیل برنولی در سال ۱۷۳۸ حل شد. دنیل برنولی استدلال می‌کند که اگر تصمیم گیرندگان از خود رفتار ریسک گریزانه نشان دهند، این پارادوکس حل می‌شود و یک تابع مطلوبیت کاردینال لگاریتمی در نظر می‌گیرد.
اولین کاربرد مهم تابع مطلوبیت انتظاری، استفاده جان وان نیومن و اسکار مورگنسترن از فرض حداکثرسازی مطلوبیت انتظاری در نظریه بازی هاست.

### تئوری مطلوبیت وان نیومن-مورگنسترن
وان نیومن و مورگنسترن موقعیت‌هایی را عنوان کردند که پیامدهای انتخاب‌ها به یقیین مشخص نیست اما پیامدها احتمال‌هایی را به همراه خود دارند.
یک نمادگذاری برای قرعه کشی این‌گونه است: اگر A وB هرکدام احتمال p و ۱ − p را در قرعه کشی داشته باشند، رابطهٔ خطی این‌گونه است:
{\displaystyle L=pA+(1-p)B}
به صورت کلی، برای یک قرعه کشی با چندین بازیکن داریم:
{\displaystyle L=\sum _{i}p_{i}A_{i},} به گونه‌ای که  {\displaystyle \sum _{i}p_{i}=1}
وان نیومن و مورگنسترن با استفاده از برخی فروض عقلایی مرتبط با رفتار تصمیم‌گیری نشان دادند که اگر یک فرد نماینده بتواند میان بخت آزمایی‌ها انتخاب کند، آنگاه آن فرد نماینده تابع مطلوبیتی دارد که در آن مطلوبیت یک بخت آزمایی دلخواه می‌تواند از طریق ترکیب خطی مطلوبیت‌ها، با وزون برابر احتمال وقوع محاسبه شود.
این تئوری، تئوری مطلوبیت انتظاری نام دارد. فروض لازم، چهار اصل بدیهی در مورد خواص رابطه ترجیحات فرد بر بخت آزمایی‌های ساده (بخت آزمایی‌هایی با ۲ بازیکن) هستند. {\displaystyle B\preceq A} به این معناست که A غالب ضعیف B است و بر B ترجیح داده می‌شود. (یا به عبارت دیگر حداقل به اندازهٔ B ترجیح داده می‌شود) بدیهیات عبارتند از:
1. تمامیت: برای هر دو بخت آزمایی ساده {\displaystyle L} و {\displaystyle M}، یا {\displaystyle L\preceq M} یا {\displaystyle M\preceq L} است یا هر دو (که در آن صورت هر دو به یک میزان مطلوبند)
2. تعدی: برای هر سه بخت آزمایی {\displaystyle L,M,N}، اگر {\displaystyle L\preceq M} و {\displaystyle M\preceq N} باشد آنگاه {\displaystyle L\preceq N} است.
3. تحدب: اگر {\displaystyle L\preceq M\preceq N} باشد، آنگاه احتمال {\displaystyle p} بین ۰ و ۱ وجود دارد که بخت آزمایی {\displaystyle pL+(1-p)N} به اندازهٔ {\displaystyle M} مطلوب باشد.
4. استقلال: برای هر سه بخت آزمایی {\displaystyle L,M,N} ،{\displaystyle L\preceq M} است اگر و تنها اگر  {\displaystyle pL+(1-p)N\preceq pM+(1-p)N} باشد.

تنها زمانی {\displaystyle L\preceq M} است که بخت آزمایی تشکیل شده از طریق ترکیب احتمالی {\displaystyle L} و {\displaystyle N} نسبت به بخت آزمایی تشکیل شده از طریق ترکیب احتمالی {\displaystyle M} و {\displaystyle N,} ارجحیت نداشته باشد.
اصل بدیهی ۳ و ۴ به ما اجازهٔ تصمیم‌گیری راجع به مطلوبیت نسبی دو بخت آزمایی یا دو دارایی را می‌دهد.
به عبارت دیگر، تابع مطلوبیت وان نیومن- مورگنسترن یک تابعی است که به انتخابات، اعداد واقعی نسبت می‌دهد: {\displaystyle u\colon X\to \mathbb {R} } که یک عدد واقعی به هر پیامد نسبت می‌دهد به گونه‌ای که ترجیحات هر فرد را نشان می‌دهد. تحت فروض مذکور، فرد بخت آزمایی {\displaystyle L_{2}} را به {\displaystyle L_{1}} ترجیح می‌دهد اگر و تنها اگر مطلوبیت انتظاری {\displaystyle L_{2}} بیش از {\displaystyle L_{1}} باشد:
{\displaystyle L_{1}\preceq L_{2}{\text{ iff }}u(L_{1})\leq u(L_{2})}
در میان تمام بدیهیات، استقلال از همه بیشتر طرد شده‌است. انواع مختلفی از تئوری‌های مطلوبیت انتظاری کلی عنوان شده‌اند، که اکثر آن‌ها فرض چهارم را مد نظر قرار نمی‌دهند.

### احتمال موفقیت
کستگنولی و لیکالزی و بردلی و لیکالزی(۲۰۰۰) تفسیر دیگری از تئوری وان نیومن و مورگنسترن عنوان کردند. برای هر تابع مطلوبیت، یک قرعهٔ مرجع فرضی مخصوص با مطلوبیت انتظاری یک بخت آزمایی دلخواه که برابر احتمال عملکرد بهتر یا برابر قرعهٔ مرجع است وجود دارد. فرض کنید که موفقیت به عنوان پیامد بهتر یا همانند پیامد قرعهٔ مرجع باشد. آنگاه این تساوی ریاضی به این معناست که حداکثرسازی مطلوبیت انتظاری برابر حداکثرسازی احتمال موفقیت است. در بسیاری از زمینه‌ها، این موجب تسهیل توجیه و اعمال مفهوم مطلوبیت می‌شود. برای مثال، مطلوبیت یک بنگاه ممکن است احتمال برآوردن انتظارات نامشخص خریداران باشد.

## مطلوبیت غیرمستقیم
یک تابع مطلوبیت غیرمستقیم، ارزش بهینه دست‌یافتنی یک تابع مطلوبیت داده شده‌ای را می‌رساند که وابسته به قیمت کالاها، درآمد یا سطح ثروتی است که فرد دارا می‌باشد.

### پول
یکی از کاربردهای مفهوم مطلوبیت غیرمستقیم، مفهوم مطلوبیت پول است. تابع مطلوبیت غیرمستقیم پول یک تابع غیرخطی ای است که کراندار و نامتقارن است. تابع مطلوبیت در ناحیه مثبت مقعر است و بازتابی از پدیدهٔ نزولی بودن مطلوبیت نهایی است. کراندار بودن تابع نشاندهندهٔ این است که از نقطه‌ای به بعد، پول دیگر سودمند نیست زیرا اندازهٔ هر اقتصاد در هر نقطه‌ای از زمان خود محدود است. نامتقارن بودن تابع بازتابی از این واقعیت است که از دست دادن و بدست آوردن پول پیامدهای اساساً متفاوتی را برای افراد و کسب و کارها دارد. غیرخطی بودن تابع مطلوبیت پول پیامدهای ژرفی در فرایند تصمیم‌گیری دارد: در مواقعی که نتایج تصمیمات از طریق بدست آوردن و از دست دادن پول، که در اکثر محیط‌های کسب و کار معمول است، بر مطلوبیت تأثیر بگذارد، انتخاب بهینه برای تصمیم معیین وابسته به نتایج ممکن تصمیمات دیگر در همان دورهٔ زمانی است.

## نقد و بررسی
ژوئن رابینسون انتقاد مشهوری دارد که مطلوبیت را مفهومی مدور عنوان می‌کند: «مطلوبیت مقدار کالایی است که افراد تمایل به خریدش را دارند و اینکه افراد تمایل به خرید کالاها دارند نشاندهندهٔ مطلوبیت است»: 48  رابینسون همچنین اشاره می‌کند که اینکه این تئوری فرض می‌کند ترجیحات ثابت هستند نشان می‌دهد که مطلوبین یک فرض آزمونپذیر نیست. این به این دلیل است که اگر تغییری در رفتار افراد در رابطه با تغییر در قیمت‌ها یا تغییر در بودجه ایجاد شود، ما نمی‌توانیم اطمینان داشته باشیم که این تغییر در رفتار تا چه حدی ناشی از تغییرات قیمت و بودجه و تا چه حدی ناشی از تغییرات در ترجیحات است. این انتقاد مشابه انتقاد فیلسوف هنس البرت است که ادعا می‌کند که فرض ثبات سایر شرایطی که پایه تئوری تقاضای نهایی است، خود یک حشو قبیح است و کاملاً غیرقابل آزمایش است. در اصل، منحنی عرضه و تقاضا (که مسیر نظری مقداری از کالا است که به ازای هر قیمتی، عرضه و تقاضا را نشان می‌دهد) صرفاً وابسته به هستی‌شناسی است و هیچگاه نمی‌تواند به صورت تجربی نشان داده شود.
انتقاد دیگر این ادعا است که مطلوبیت کاردینال و اردینال هیچ‌یک در دنیا واقعی به صورت تجربی قابل مشاهده نیستند. در مورد مطلوبیت کاردینال، غیرممکن است که سطح رضایتمندی زمانی که شخصی کالایی را مصرف یا خریداری می‌کند، به صورت مقداری اندازه‌گیری شود. در مورد مطلوبیت اردینال، غیرممکن است که تصمیم‌گیری‌های فرد هنگام خریداری کالایی تعیین شود. هر عمل شامل ترجیحات بر روی مجموعهٔ وسیعی از انتخاب‌ها خواهد بود (مانند سیب، آب پرتغال، سبزیجات دیگر، قرص‌های ویتامین C، ورزش، عدم خرید و غیره)
پاسخ سئوالات دیگر راجع به اینکه استدلال‌ها برای ورود به تابع مطلوبیت به چه چیزی نیاز دارند دشوار است اما به نظر می‌رسد که برای فهم مطلوبیت ضروری است. اینکه مردم از ارتباط خواسته‌ها، اعتقادات یا احساس وظیفه مطلوبیت کسب کنند یا نه کلید فهم رفتار آن‌ها در ارغنون مطلوبیت است. به صورت مشابه، انتخاب میان جایگزین‌ها، خود یک پروسه تعیین موارد در نظر گرفته شده به عنوان جایگزین و مسئلهٔ تصمیم‌گیری در نااطمینانی است.

## مفهوم مطلوبیت کل و نهایی
به مطلوبیت حاصل از کل کالاهای مصرف شده مطلوبیت کل (Utility Total) می‌گویند. هر قدر واحدهایی از یک کالا که مورد مصرف فرد در واحد زمان قرار می‌گیرد بیشتر باشد، مطلوبیت کلی که بدست می‌آید نیز بیشتر است.
مطلوبیت نهایی (اضافی)(Marginal Utility) عبارت از تغییر در مطلوبیت کل به ازاء تغییر یک واحد از مقدار کالای مصرف شده در یک دورهٔ زمانی مشخص است.